# Vereinigung liberaler Kommunalpolitiker
Der Bundesverband Vereinigung Liberaler Kommunalpolitiker (VLK) ist eine Organisation, in der sich kommunale Mandatsträger der FDP zusammengeschlossen haben. Sie wird aus den Landesverbänden in den Bundesländern gebildet.

## Geschichte
Nachdem es bereits vorher acht Landesvereinigungen gab, wurde die Bundesvereinigung Liberaler Kommunalpolitiker durch Helmuth Bentz und Wolfgang Knoll am 6. Juli 1982 in Bonn gegründet. 2008 fand eine Feier zum 25-jährigen Jubiläum auf der Bonner Godesburg statt.

## Struktur und Ziele
Die Vereinigung vertritt etwa 12.000 liberale Kommunalpolitiker in Deutschland und hat sich die Aufgabe gestellt, den Gedanken- und Erfahrungsaustausch zwischen Kommunalpolitikern zu intensivieren. Zudem soll deren politisches und rechtliches Wissen verbessert werden. Der Bundesvorstand besteht aus einer Vorsitzenden, zwei Stellvertretern, einem Schatzmeister, einem Geschäftsführer sowie vier Beisitzern. Hinzu treten (derzeit) drei Ehrenvorsitzende, sechs kooptierte Mitglieder und sieben Mitglieder kooptierter Landesverbände.

## Fachzeitschriftdas rathaus
Zur Unterstützung dieser Ziele wird die Fachzeitschrift das rathaus herausgegeben. Sie erschien im März 1948 das erste Mal als Beilage der Publikation „Mitteilungen der FDP, Landesverband Nordrhein-Westfalen“ und ist damit nach eigenen Angaben "die älteste deutsche Fachzeitschrift für Kommunalpolitik". Seit 1983 ist das rathaus die Fachzeitschrift der VLK. Seit Frühjahr 2017 wird sie in Eigenregie veröffentlicht.

## KommunalpolitikerpreisDas Liberale Rathaus
Die VLK vergibt jährlich gemeinsam mit der Zeitschrift das rathaus den Kommunalpolitikerpreis Das Liberale Rathaus (früher: Das Gläserne Rathaus) "für beispielhafte liberale Aktionen und Initiativen auf kommunaler Ebene". Der Sieger des Wettbewerbs erhält zusammen mit dem Wanderpreis 1.250,- Euro als Zuschuss zur Verbandsarbeit. Für den zweiten und dritten Preis sind 500,- bzw. 250,- Euro vorgesehen.

## Archiv
Unterlagen der Vereinigung werden im Archiv des Liberalismus der Friedrich-Naumann-Stiftung für die Freiheit in Gummersbach aufbewahrt.